# José Eugenio Blanco
José Eugenio Blanco fue un militar y político argentino que con el grado de general de brigada fue designado interventor federal de facto del poder ejecutivo de la provincia de Mendoza el 3 de agosto de 1966.

## Biografía
Gobernó la Provincia de Mendoza durante casi todo el régimen del Teniente General Juan Carlos Onganía, desde tiempo después al golpe de 1966, hasta la salida de Onganía del gobierno en junio de 1970.
| Predecesor: Tomás J. Caballero (de facto) | Interventor federal de la provincia de Mendoza 3 de agosto de 1966-8 de junio de 1970 | Sucesor: Francisco Gabrielli (de facto) |